# Osservatorio di Hradec Králové
L'Osservatorio e Planetario di Hradec Králové è un osservatorio astronomico con annesso planetario situato nella periferia meridionale di Hradec Králové, fertile città sulla confluenza dei fiumi Elba e Orlice nella Boemia orientale, in Repubblica Ceca. Il complesso ospita anche una filiale dell'Istituto idrometeorologico ceco e parte dell'Istituto di fisica dell'atmosfera dell'Accademia delle scienze della Repubblica ceca (ASRC).
Costruito tra il 1947 e il 1961, l'osservatorio si trova su un crinale a circa 290 metri sul livello del mare.

## Strumenti e planetario
Gli strumenti maggiori consistono in una fotocamera Schmidt da 42 cm, un telescopio Newton da 40 cm e un rifrattore da 20 cm.  Oltre a materiale didattico, la struttura è dotata di un dimostrativo pendolo di Foucault alto dieci metri ed una sala per ospitare conferenze e proiezioni. Nel 2015 è stato aperto un moderno planetario digitale prodotto dalla nota azienda ottica Carl Zeiss. L'edificio, a forma di astronave, ha richiesto tre anni di lavori ed un costo di circa 111 milioni di corone. La sala centrale circolare consta di un auditorium inclinato con una superficie complessiva di oltre 800 m2, che può ospitare quasi un centinaio di persone.